# Carl Sandburg
Carl August Sandburg (født 6. januar 1878, død 22. juli 1967) var en amerikansk digter, historiker, romanskriver og folklorist. Han blev født i Galesburg, Illinois af svenske forældre og døde i sit hjem, kaldet Connemara, i Flat Rock, North Carolina. 
I sin karriere vandt Sandburg to Pulitzerpriser, en for sin biografi om Abraham Lincoln (Abraham Lincoln: The War Years) og en for sin digtsamling The Complete Poems of Carl Sandburg.